# Songjeong-dong, Gwangju
Songjeong-dong (koreanska: 송정동) är en stadsdel i stadsdistriktet Gwangsan-gu i staden Gwangju i den sydvästra delen av Sydkorea,  270 km söder om huvudstaden Seoul.

## Indelning
Administrativt är Songjeong-dong indelat i:
| Namn    | Namn                 | Yta km² | Invånare 31 dec 2020 |
| ------- | -------------------- | ------- | -------------------- |
| 송정1동 | Songjeong 1(il)-dong | 1,43    | 11 420               |
| 송정2동 | Songjeong 2(i)-dong  | 1,14    | 6 796                |